# 达里湖
达里湖，又称达里诺尔湖，古时又称鱼儿泺、答儿海子，是位于中国内蒙古自治区赤峰市克什克腾旗的咸水内流湖，為一熔岩堰塞湖。东临贡格尔草原，西接锡林郭勒草原，南界浑善达克沙地。
达里湖動物甚多，魚類有雅羅魚（Leuciscus waleckii）、鯽魚及鯉魚等。鳥類主要在夏天棲息，主要有野鴨、大雁、海鷗、天鵝、白枕鶴和丹頂鶴等。 

## 气候
达里湖流域年均气温约为1.4℃，气温范围在-23℃到24℃之间。湖面常于11月中旬至次年4月上旬被冰雪覆盖，冰层平均厚度超过0.7米。年均降水量为450毫米，其中夏季降水占总降水量的70%以上。蒸发量则超过1400毫米。湖泊的补给主要来自大气降水、河流和地下水，蒸发是主要的排泄方式。

## 流入河流
达里湖流域主要由贡格尔河、沙里河、亮子河和浩来河补给，其中贡格尔河的流量最大。作为封闭型半咸水湖泊，没有外流出口，其水量的变化直接受到降水、河流输入和蒸发的影响。

## 环境
受全球气候变化及人类活动影响，达里湖面积呈现萎缩趋势。从1991年至2013年，湖水面积从223.50平方公里减少到195.84平方公里。